# 民主正義会議 (ガボン)
民主正義会議（みんしゅせいぎかいぎ、フランス語: Congrès pour la démocratie et la justice、略称:CDJ、英語: Congress for Democracy and Justice）または民主公正会議（みんしゅこうせいかいぎ）は、ガボンの政党。党首はジュール・アリスティド・ブルデ＝オグリグェンデ元国民議会議長。
2006年12月17日から12月24日の総選挙ではジュール・アリスティド・ブルデ＝オグリグェンデ党首が下院に1議席を獲得したのみに終わった。